# 海尔托半岛站
海尔托半岛地铁站（芬蘭語：Herttoniemen metroasema），是芬兰赫爾辛基地鐵的地上车站。该站为赫尔辛基东部海尔托半岛市区服务。M1和M2两条地铁线均停靠此站。
该站开通于1982年6月1日，为赫尔辛基地铁最初的几个车站之一。该站距离库洛岛站1.4公里，离刺猬路站1.4公里。

## 图集

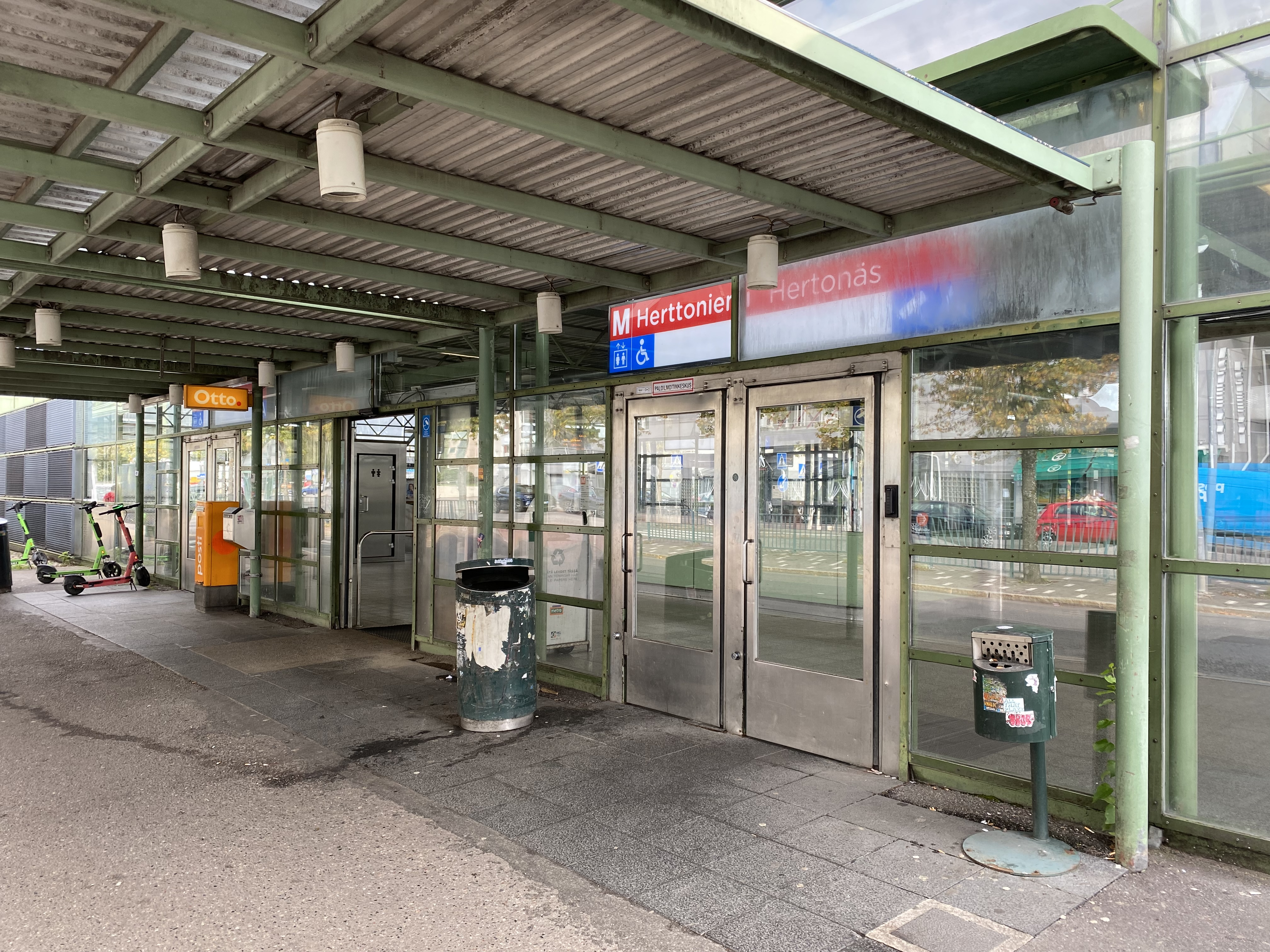
地铁站入口
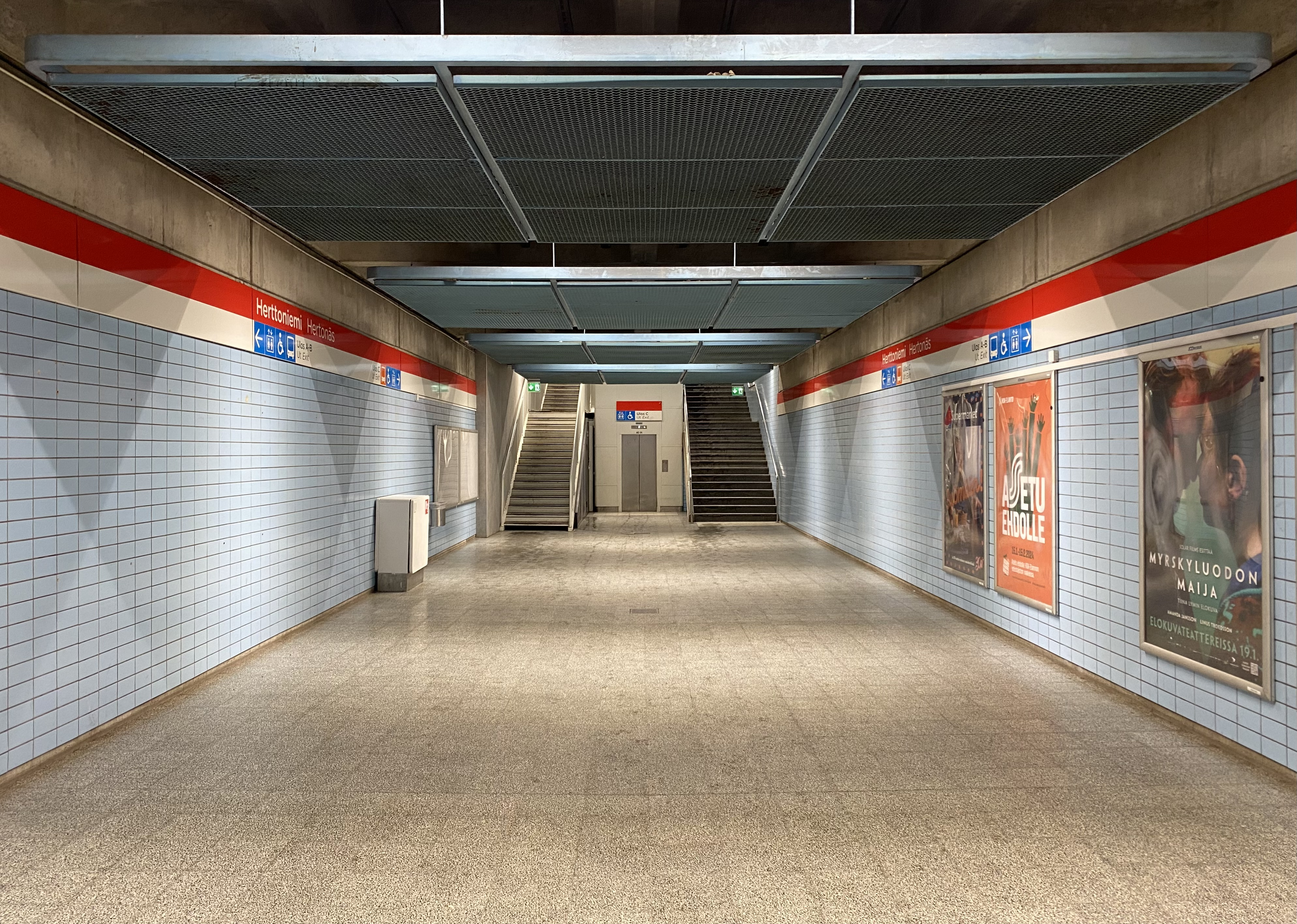
西边入口通道